# Claude Bernard (Mediziner)

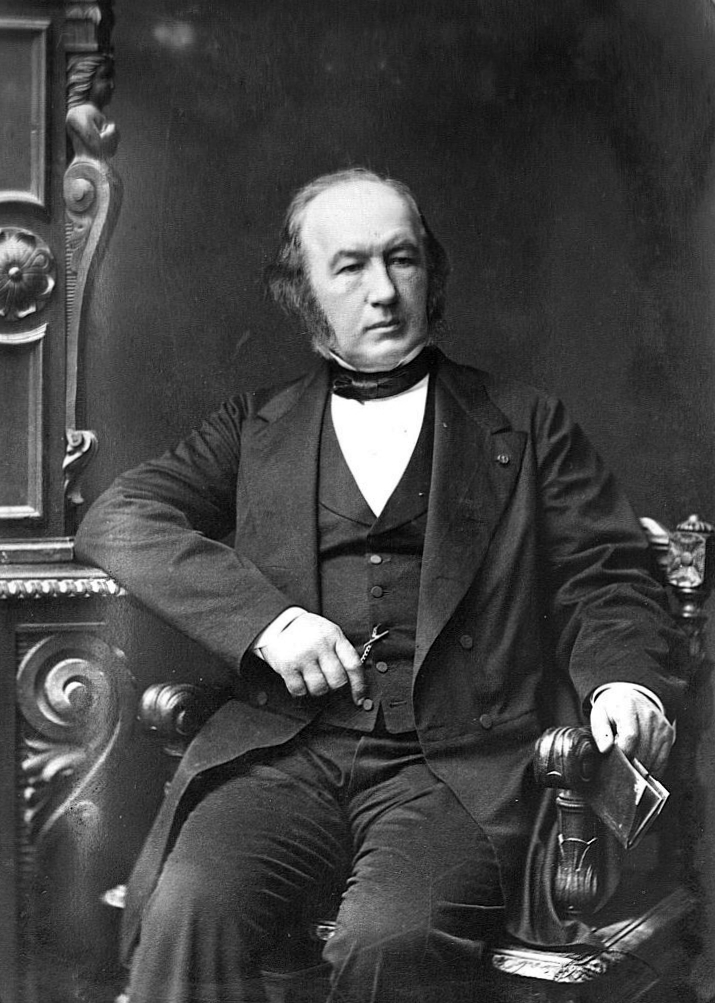
Claude Bernard, um 1860

Claude Bernard (* 12. Juli 1813 in Saint-Julien im Département Rhône; † 10. Februar 1878 in Paris) war ein französischer Arzt, Pharmakologe und Experimentalphysiologe. Er gehört zu den bedeutendsten Physiologen des 19. Jahrhunderts.
Bernard entdeckte die Rolle der Bauchspeicheldrüse bei der Verdauung von Fetten und die Rolle der Leber bei der inneren Sekretion von Glucose im Blut, womit man der Ursache des Diabetes mellitus auf die Spur kam. Er prägte 1855 den Begriff „innere Sekretion“, sah den Organismus als selbstregulierendes System an und schuf Grundlagen der Biochemie und moderner wissenschaftlicher Methodik in der Medizin.
Er gilt als Begründer der experimentellen Toxikologie und fand unter anderem heraus, wie Kohlenstoffmonoxid die Atmung blockiert.

## Leben
Claude Bernard wurde in Saint Julien (genauer in der Ortschaft Chatenay) im Beaujolais als Sohn von Pierre François Bernard († 1847), einem Winzer und Weinhändler, und Jeanne Saulnier († 1867) geboren. Er war der älteste Sohn dieser vierköpfigen Familie. Er besuchte zunächst die Gemeindeschule, war Ministrant und lernte beim Dorfpfarrer etwas Latein. Ab 1821 ging Bernard auf die Jesuitenschule in Villefranche-sur-Saône, dann wurde er Schüler am Collège de Thoissey. Im Alter von achtzehn Jahren musste er das Gymnasium aus finanziellen Gründen verlassen. Stattdessen nahm er eine Stelle als Apothekerlehrling an und war als solcher von 1832 bis 1833 in Vaise, einer Vorstadt von Lyon, tätig. Vor seinem Medizinstudium beschäftigte sich der inzwischen Zwanzigjährige mit der Schriftstellerei. So schrieb er u. a. das Theaterstück La Rose du Rhône, welches in Lyon aufgeführt wurde. Ein anderes Werk, das (Historien-)Drama Arthur de Bretagne, legte er in Paris dem Literaturkritiker Saint-Marc Girardin vor. Dieser war aber von dem Stück nicht sonderlich berührt und riet Bernard, die Schriftstellerei nicht zu seinem Hauptberuf machen zu wollen. Vom Militärdienst kaufte sein Vater ihn frei.
Bernard zog 1834 nach Paris, legte dort das Baccalauréat ab und schrieb sich an der medizinischen Fakultät der Universität Paris ein. Nach Bestehen der sogenannten Internatsprüfung 1839 durchlief er die praktische Ausbildung zum Arzt am Pariser Hôtel-Dieu. Ab 1841 arbeitete er als préparateur (wissenschaftlicher Assistent) des Physiologen François Magendie am Collège de France. An der Medizinischen Fakultät zu Paris wurde Bernard 1843 mit einer Arbeit über den Magensaft und seine Rolle bei der Ernährung promoviert. Bei der Agrégation (Prüfung für die Aufnahme in den Staatsdienst als Hochschullehrer) im Jahr darauf scheiterte er jedoch. Im Jahre 1847 wurde er Stellvertreter von François Magendie am Lehrstuhl für experimentelle Medizin am Collège de France. 
Mit seiner Arbeit Recherches sur une nouvelle fonction du foie considéré comme organe producteur de matière sucrée chez l’homme et les animaux („Untersuchungen zu einer neuen Funktion der Leber als zuckerproduzierendes Organ bei Mensch und Tier“) wurde Bernard 1853 zum Doktor der Naturwissenschaften promoviert. Im Jahr darauf wurde für ihn ein Lehrstuhl für Allgemeine Physiologie an der Sorbonne geschaffen. 1855 wurde er zudem als Nachfolger Magendies auf den Lehrstuhl für experimentelle Medizin am Collège de France berufen. Im Jahr 1868 wechselte Bernard mit seinem Lehrstuhl für Allgemeine Physiologie von der Sorbonne an das Muséum national d’histoire naturelle. Im selben Jahr wurde die École pratique des hautes études als forschungsorientierte Graduiertenhochschule gegründet, an der Bernard die Leitung des Labors für vergleichende Physiologie in der III. Sektion (Naturwissenschaften und Physiologie) übernahm.
Am 7. Mai 1845 heiratete Bernard Marie-Françoise Martin, die Tochter eines Arztes. Ihre Mitgift finanzierte einen Teil seiner Forschung. Das Paar hatte zwei Töchter, Jeanne-Antoinette-Henriette (1847–1923) und Marie-Louise-Alphonsine Bernard (1850–1922) sowie die zwei Söhne Louis-Henri und Claude-Henri-François Bernard, die im Alter von 2 und 15 Monaten verstarben. Im Laufe der Ehe entwickelte Marie-Françoise eine Abneigung gegen die Tierexperimente, die ihr Mann regelmäßig aus dem Collège de France in sein Privatlaboratorium verlagerte. Sie versuchte mehrfach, die Versuche zu sabotieren und forderte den Tierschutzverein auf, ihren Mann zu verklagen. 1869 trat Bernard in eine freundschaftliche Beziehung zu Madame Marie Raffalovich (1832–1921), die sich nach seiner Scheidung am 22. August 1870 vertiefte. Sie war die Ehefrau eines Pariser Bankiers und wurde in Bernards letzten Lebensjahren zu einer treuen Freundin.
Als Claude Bernard im Jahre 1878 starb, wurde ihm ein öffentliches Begräbnis zuteil. Er ist auf dem Friedhof Père-Lachaise in Paris beigesetzt. Ihm zu Ehren benannt sind die Bernard-Insel und die Bernard Rocks in der Antarktis.

## Wissenschaftliche Arbeit

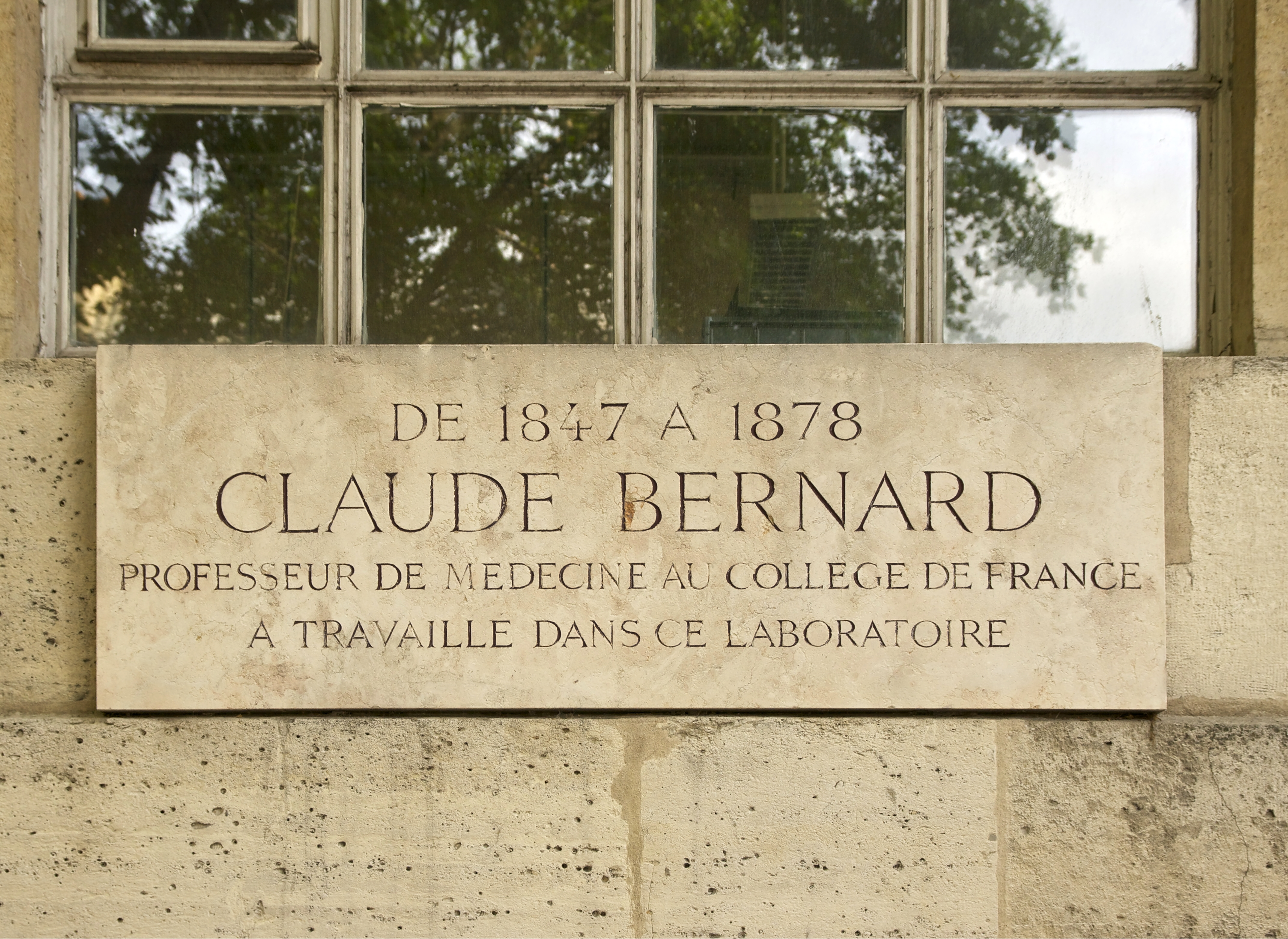
Erinnerungstafel für Claude Bernard am Collège de France

Ziel der wissenschaftlichen Arbeit von Claude Bernard, war – wie er selbst erklärte – die Verwendung der wissenschaftlichen Methode in der Medizin zu etablieren. Er widerlegte viele traditionelle Lehrmeinungen, nahm nichts für selbstverständlich und verließ sich auf Tierversuche. Anders als die meisten seiner Zeitgenossen bestand er darauf, dass alle Lebewesen denselben Naturgesetzen wie die unbelebte Materie unterstünden. Bernard erklärte, dass Fakten das Fundament der Wissenschaften seien und damit Analogiedenken und Apriorischlüsse für eine exakte Wissenschaft unstatthaft seien. Ausgangspunkt für die Forschung seien Beobachtungen. Erklärende Hypothesen müssten im Experiment auf ihre Richtigkeit überprüft werden. Unter den gegebenen experimentellen Bedingungen hätten gleiche Ursachen auch gleiche Wirkungen, es bestehe ein kausaler Zusammenhang. Das physiologische Laboratorium war nach seiner Auffassung der Ort wissenschaftlicher Forschung und Erkenntnis. Hingegen hielt er das Krankenhaus oder den Krankensaal für Beobachtungsfelder. Die Klinik sei lediglich die Vorhalle der wissenschaftlichen Medizin, das Laboratorium vielmehr das „wahre Heiligtum“ medizinischer Wissenschaft. Nur dort lasse sich mittels der experimentellen Analyse Pathologisches von nicht Pathologischem unterscheiden oder bestenfalls erklären.
Als erster beschrieb er die Bedeutung des Milieu intérieur für die Aufrechterhaltung des Lebens und war damit einer der ersten Protagonisten der Homöostase. Er entwickelte dieses Konzept und den Begriff Fixité du milieu intérieur, wonach die internen Flüssigkeiten wesentlich für das Leben der Tiere sind und ihr Überleben davon abhängt, ob ebendiese Homöostase gewahrt werden kann.

„Je crois avoir le premier insisté sur cette idée qu’il y a pour l’animal réellement deux milieux : un milieu extérieur dans lequel est placé l’organisme, et un milieu intérieur dans lequel vivent les éléments des tissus. L’existence de l’être se passe, non pas dans le milieu extérieur, air atmosphérique pour l’être aérien, eau douce ou salée pour les animaux aquatiques, mais dans le milieu liquide intérieur formé par le liquide organique circulant qui entoure et où baignent tous les éléments anatomiques des tissus ; c’est la lymphe ou le plasma, la partie liquide du sang, qui, chez les animaux supérieurs, pénètrent les tissus et constituent l’ensemble de tous les liquides interstitiels, expression de toutes les nutritions locales, source et confluent de tous les échanges élémentaires“

„Ich glaube, ich habe als erster die Idee hervorgehoben, dass es für das Tier tatsächlich zwei Umgebungen gibt: ein äußeres Milieu, in dem sich der Organismus befindet und ein internes Umfeld, in dem sich die Komponenten des lebenden Gewebes befinden. Die eigentliche Existenz des Seins geschieht nicht in der äußeren Umgebung – atmosphärische Luft, Süß- oder Salzwasser für die Wassertiere – sondern innerhalb des flüssigen Mediums durch zirkulierende organische Flüssigkeit. Sie umgibt oder umhüllt alle anatomischen Elemente der Gewebe. Es sind die Lymph- oder Plasmaflüssigkeit, die flüssigen Bestandteile des Blutes bei den höheren Tieren, sie dringen in die Gewebe ein und bilden sämtliche interstitiellen Flüssigkeiten. Sie sind Ausdruck aller lokalen Ernährung, Quelle und Mündung allen elementaren Austauschs“

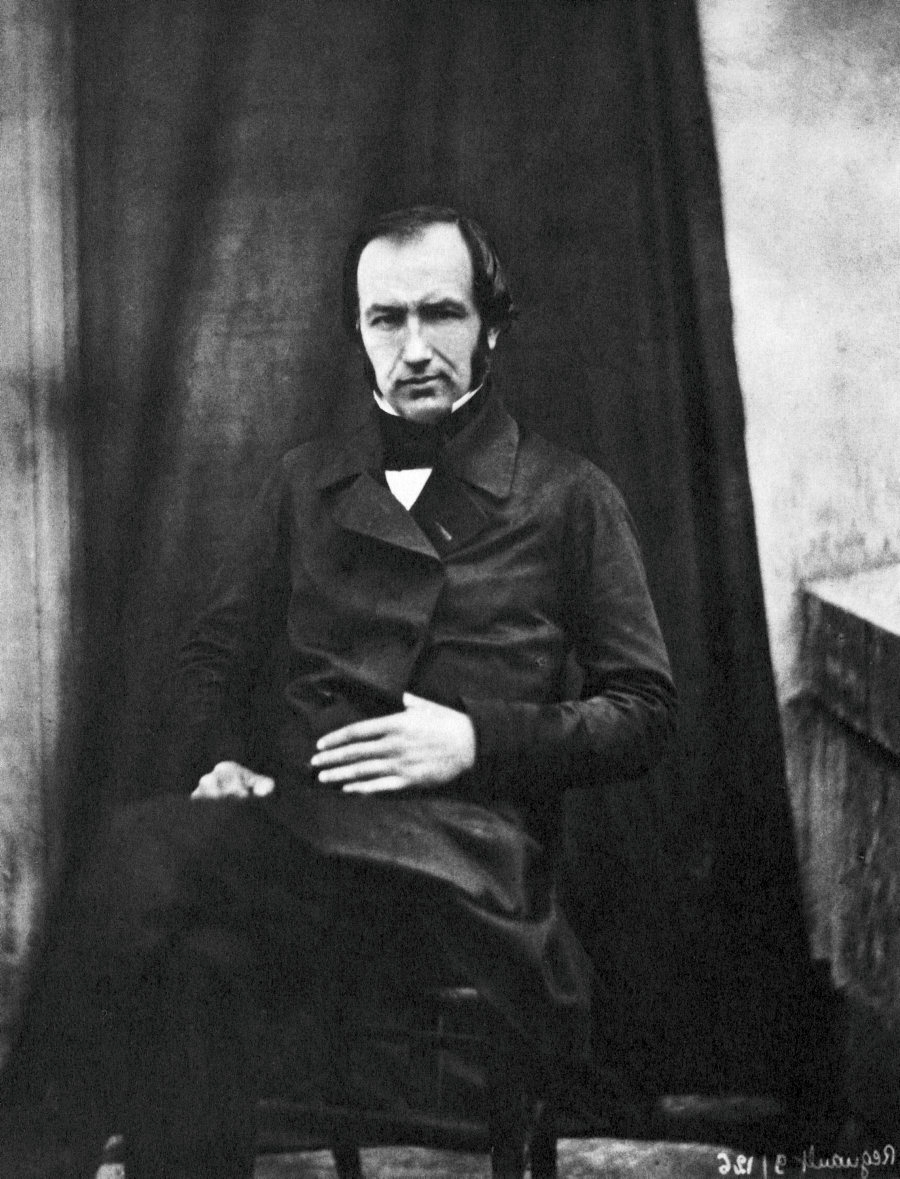
Claude Bernard, 1851

In den Jahren 1848 bis 1849 entdeckte er die Funktion des Pankreassekrets für die Fettverdauung aus der Bauchspeicheldrüse. Im Jahre 1853 erwarb er ein Doktorat in Zoologie mit einer großen Untersuchung zum Stoffwechsel der Leber und deren Bedeutung bei Verdauungsvorgängen: Recherches sur une nouvelle fonction du foie considéré comme organe producteur de matière sucré chez l’homme et les animaux.
Er entdeckte das Glykogen und führte von 1850 bis 1857 Studien dazu und über die Zuckerbildung in der Leber durch.
Bernard beschrieb 1852, dass nach Durchtrennung der cervikalen sympathischen Ganglien am Säugetier eine Erwärmung und stärkere Durchblutung dessen gesamten Kopfes auftrat. Beim Säugetier gibt es drei Halsganglien: das obere (Ganglion cervicale superius), das mittlere (Ganglion cervicale medium), welches inkonstant ist, und das untere Halsganglion (Ganglion cervicale inferius).
Im Jahr 1865 erschien Bernards außergewöhnlichstes Buch über die Philosophie und das grundlegende Verständnis der experimentellen Medizin. Bernard ist außerdem der Wissenschaftler, der mit seinen Curare-Experimenten an Fröschen die Disziplin der experimentellen Physiologie begründete. Er vermutete eine durch Curare bedingte Wirkung an den peripheren Nervenendigungen und konnte 1856 zeigen, dass Curare die Leitungsfunktionen der neuro-muskulären Synapsen blockiert. Auf ihn geht seit 1857 der Sammelbegriff „Curare“ zurück.
1854 wurde er in die Académie des sciences gewählt. 1859 wurde er auswärtiges Mitglied der Bayerischen Akademie der Wissenschaften. Ab 1860 war er korrespondierendes Mitglied der Preußischen Akademie der Wissenschaften und der Russischen Akademie der Wissenschaften. 1868 wurde er in die Académie française und im selben Jahr in die Königlich Schwedische Akademie der Wissenschaften aufgenommen. 1870 wurde er Ehrenmitglied (Honorary Fellow) der Royal Society of Edinburgh. 1876 erhielt er die Copley Medal der Royal Society, deren auswärtiges Mitglied er seit 1864 war. Der US-amerikanische Wissenschaftshistoriker I. Bernard Cohen von der Harvard University nannte Claude Bernard „einen der größten Wissenschaftler“.
Das wahrscheinlich bekannteste Zitat von Claude Bernard, mit dem er das Fazit seiner 40-jährigen Forschungsarbeit zieht, lautet:

„Le germe n’est rien, le terrain est tout!“

„Der Keim ist nichts, das Milieu ist alles!“

## Schriften (Auswahl)

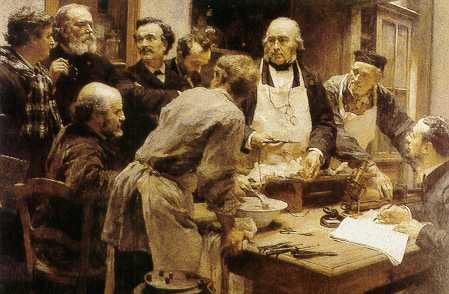
La Leçon de Claude Bernard (Léon Augustin Lhermitte, 1889)

- Du suc gastrique et de son rôle dans la nutrition. Paris 1843.
- Précis iconographique de médecine opératoire et d'anatomie chirurgicale. Paris 1846.
- Recherches sur une nouvelle fonction du foie considéré comme organe producteur de matière sucré chez l’homme et les animaux. Martinet, Paris 1853:
- Leçons de physiologie expérimentale appliquée à la médecine, faites au collége de France. J.-B. Baillière et fils, Paris 1855–1856.
- Leçons sur les effets des substances toxiques et médicamenteuses. Paris 1857.
- Leçons sur les propriétés physiologiques et les altérations pathologiques des liquides de l’organisme. Baillère & Fils, Paris 1859.
- Introduction à l’étude de la médicine expérimentale. Paris 1865; deutsche Ausgageb: Einführung in das Studium der experimentellen Medizin. Leipzig 1961 (Frz. Text bei Project Gutenberg).
- Leçons de pathologie expérimentale et lecons sur les propriétés de la moelle épinière. J.-B. Baillière et fils, Paris 1872
- Leçons sur les phénomènes de la vie communs aux animaux et aux végétaux. 2 Bände. J.-B. Baillière et fils, Paris 1878–1879